# Каменева Поляна
Каменева Поляна (рос. Каменева Поляна) — присілок в Щигровському районі Курської області Російської Федерації.
Населення становить 21 особу. Входить до складу муніципального утворення Мелехинська сільрада.

## Історія
Населений пункт розташований на території українського етнічного та культурного краю Східна Слобожанщина.
Від 2004 року входить до складу муніципального утворення Мелехинська сільрада.

## Населення
| 2002 | 2010 |
| ---- | ---- |
| 21   | →21  |